# HD65570
HD65570 — хімічно пекулярна зоря спектрального класу B8, що має видиму зоряну величину в смузі V приблизно  8,8.
Вона  розташована на відстані близько 1424,3 світлових років від Сонця.

## Пекулярний хімічний склад
Зоряна атмосфера HD65570 має підвищений вміст 
Si
.